# Omu
Omu (též Omul, rumunsky Vârful Omu) je nejvyšší hora rumunského pohoří Bucegi, součásti Jižních Karpat. Její vrchol se tyčí do nadmořské výšky 2505 metrů a patří tak mezi nejvyšší rumunské (11.) i karpatské hory. Omu leží v severní části pohoří Bucegi, asi 25 km jiho-jihozápadně od města Brašov.
Na vrcholu stojí turistická chata Cabana Omu, nejvýše položená v celém Rumunsku. První dřevěný přístřešek byl postaven už v roce 1888 a byl mnohokrát přestavovaný. Současná chata je z kamene a dřeva a v období od března do listopadu nabízí 30 lůžek a bufet. Druhou stavbou na vrcholu je meteorologická stanice, nejvyšší trvale obydlené místo v Rumunsku.

## Přístup
Nejjednodušší přístup začíná v horském městečku Bușteni, odkud vede lanovka na planinu Babele. Od konečné lanovky vede na sever žlutě značená turistická cesta ke skalním věžičkám Babele, kolem skály zvané Sfinga a dál až na vrchol Omu. Výstup je dlouhý 6,5 km s převýšením 400 metrů.
Další možností je žlutě značená cesta od lanovky Babele ke 36 metrů vysokému Kříži hrdinů, který se tyčí pod vrcholem hory Caraiman (2384 m), na skalní hraně více než 1 km nad městečkem Bușteni. Od kříže pokračuje červená značka až do sedla pod Omu, kde se napojuje na zmíněnou žlutou značku, vedoucí až na vrchol. Tato trasa měří 9,5 km s převýšením 650 metrů.

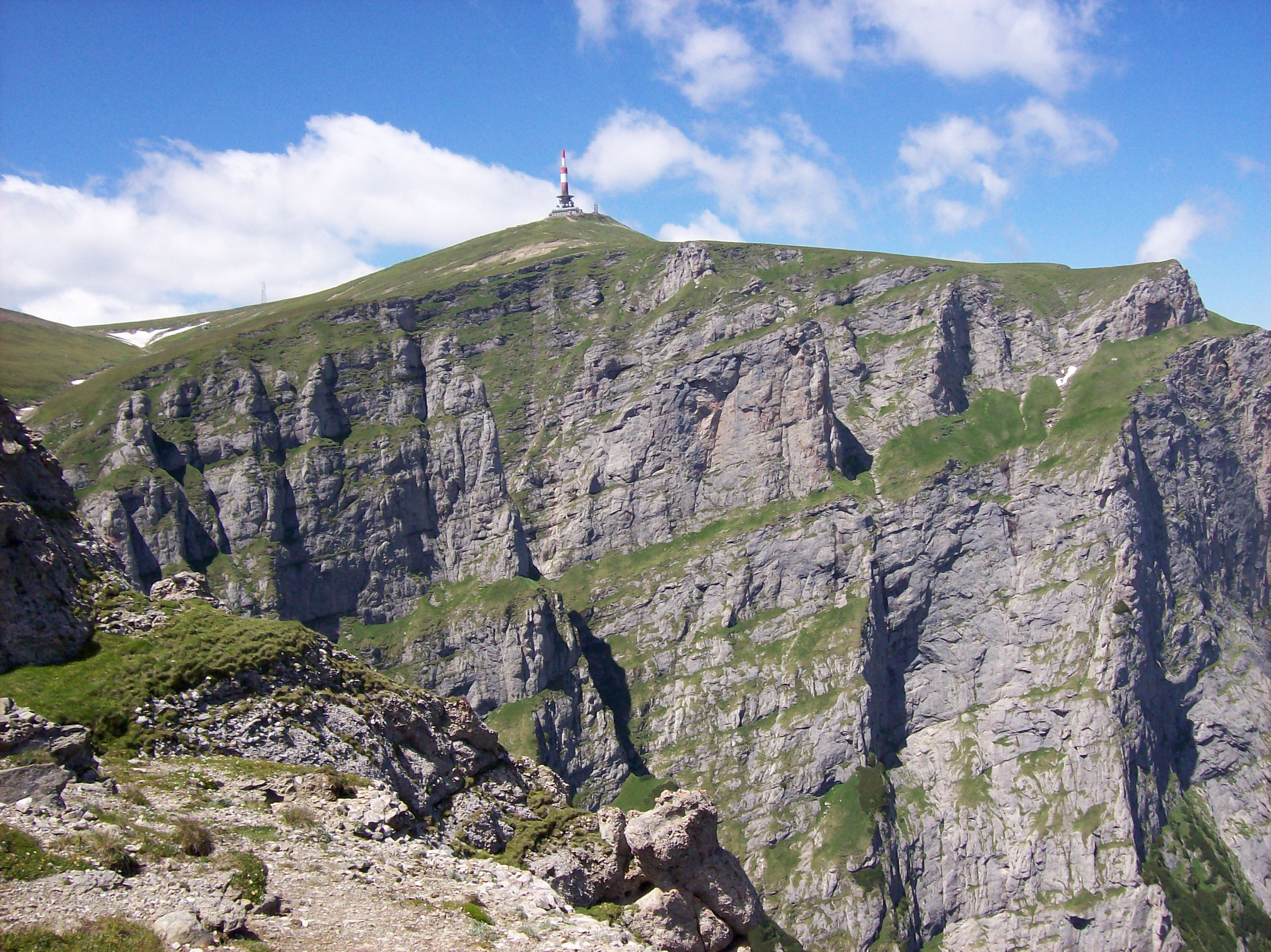
Strmé stěny pohoří Bucegi
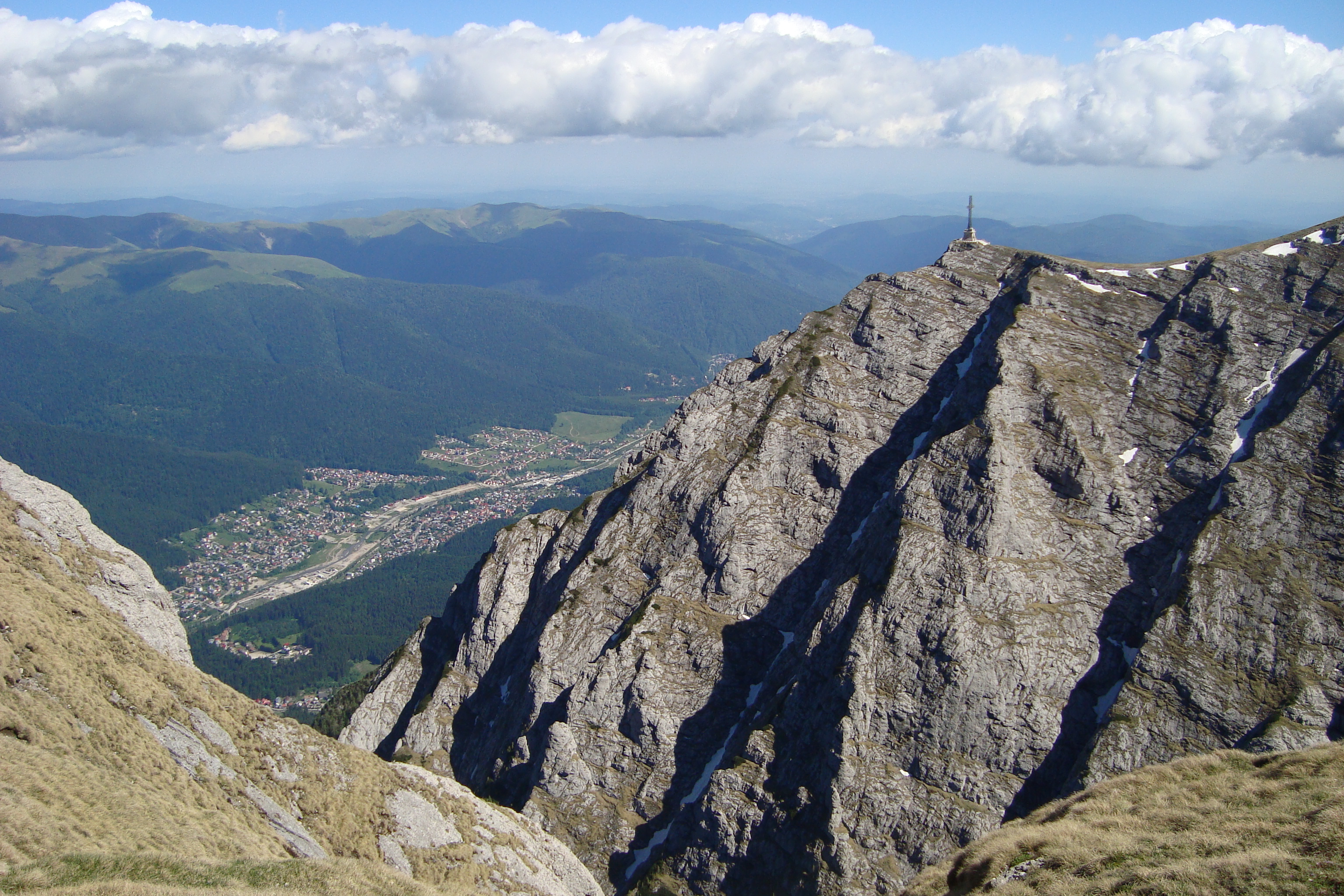
Strmé svahy nad Bușteni
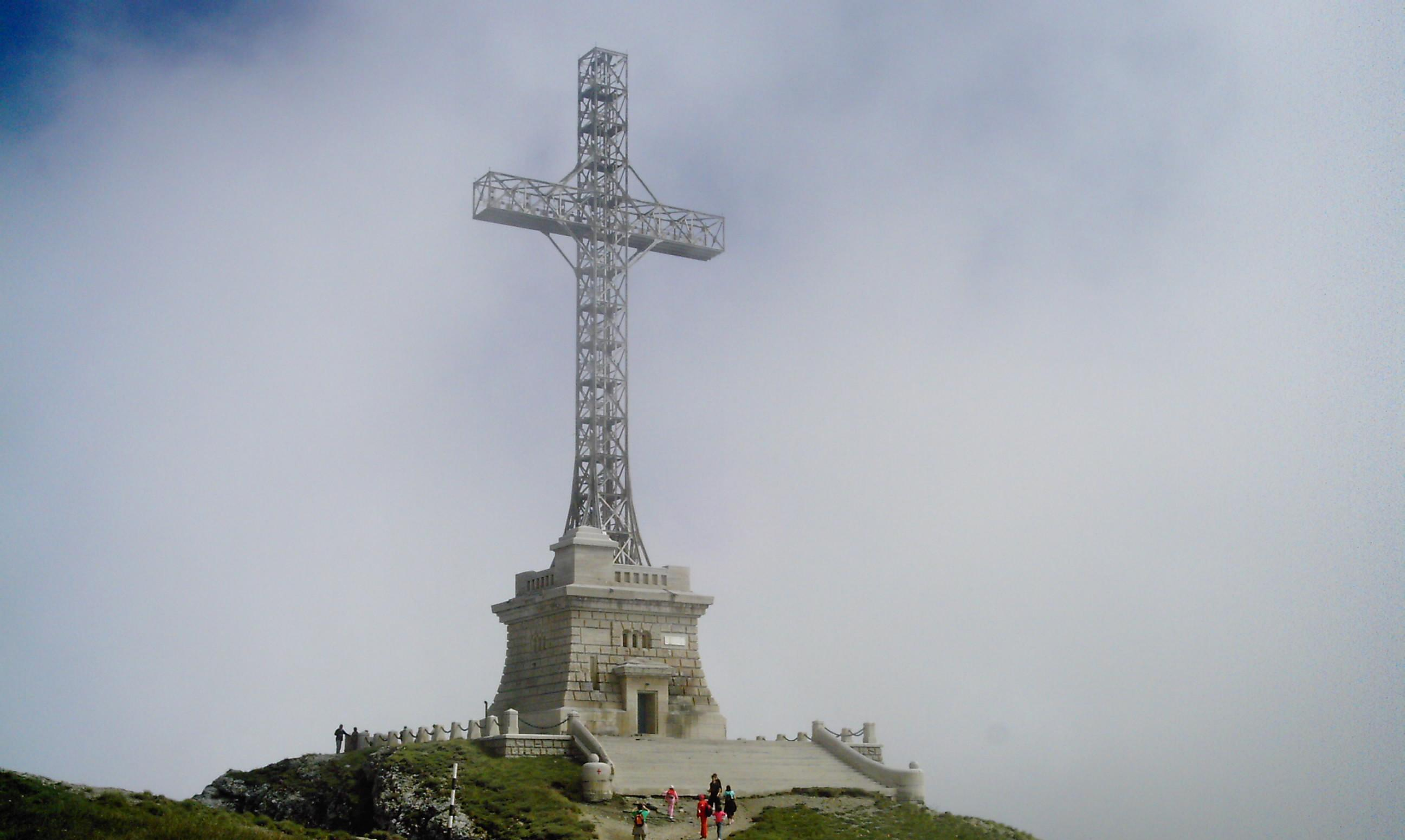
36 m vysoký Kříž hrdinů na hoře Caraiman
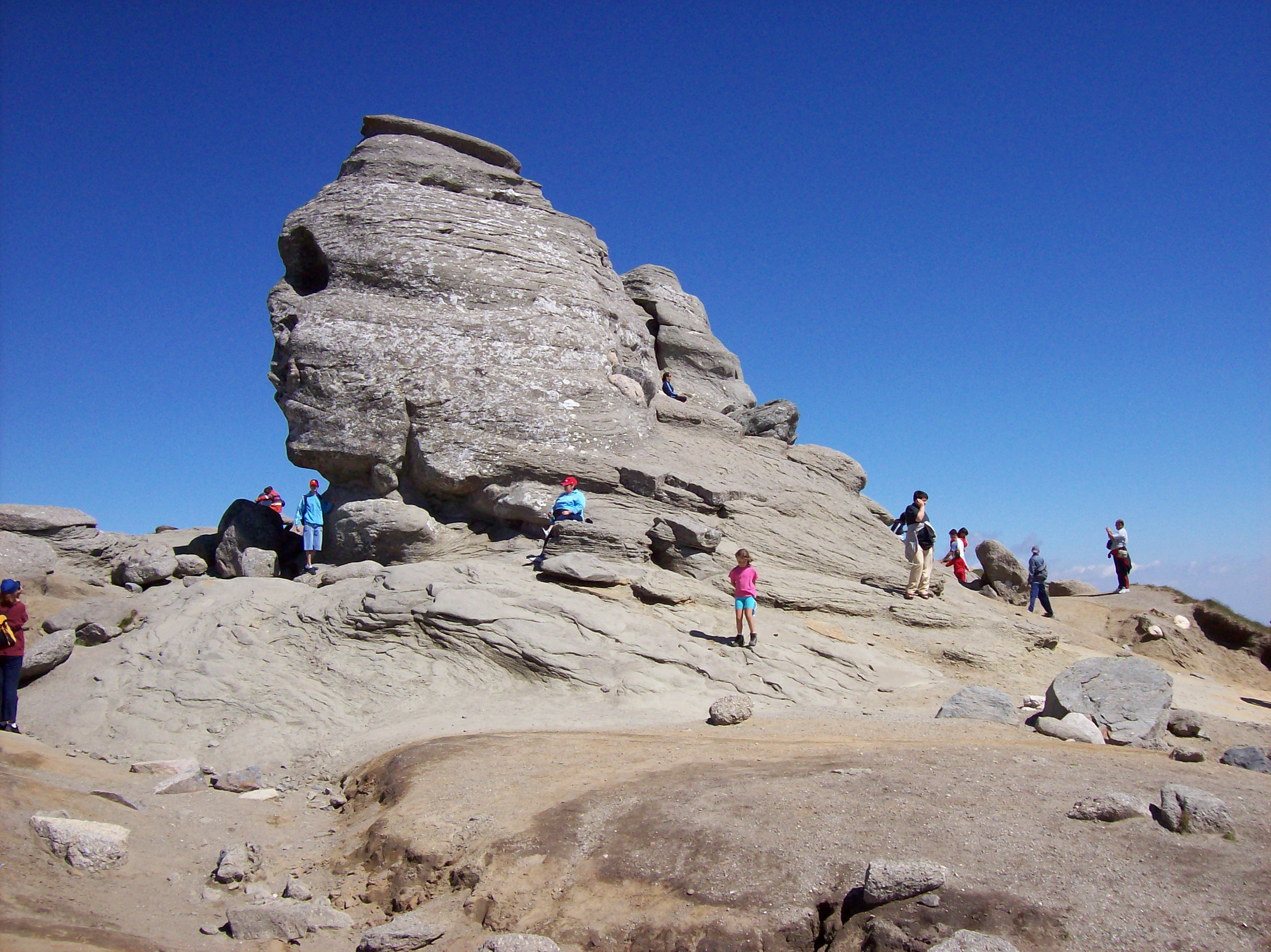
Sfinga cestou od lanovky Babele